# Sestu
Sestu (sardinski: Sèstu) je grad i općina (comune) u metropolitanskom gradu Cagliariju u regiji Sardiniji, Italija. Nalazi se na nadmorskoj visini od 44 metra i ima 20 892 stanovnika.
 Prostire se na 48,32 km². Gustoća naseljenosti je 432 st/km².
Susjedne općine su: Assemini, Cagliari, Elmas, Monastir, Monserrato, San Sperate, Selargius, Serdiana i Settimo San Pietro.